# 华葵润楠
华葵润楠（学名：Machilus salicoides）为樟科润楠属下的一个种。

## 扩展阅读
- 維基物種上的相關：华葵润楠